# Solitude/Solitaire
Solitude/Solitaire è il secondo album in studio da solista del cantante statunitense Peter Cetera, pubblicato nel 1986.

## Tracce
1. Big Mistake – 5:39
2. They Don't Make 'Em Like They Used To – 4:04
3. Glory of Love – 4:24
4. Queen of the Masquerade Ball – 3:50
5. Daddy's Girl – 3:46
6. The Next Time I Fall (con Amy Grant) – 3:43
7. Wake Up to Love – 4:29
8. Solitude/Solitaire – 4:58
9. Only Love Knows Why – 4:29